# Caproni Ca.314
Il Caproni Ca.314 era un bimotore da ricognizione multiruolo ad ala bassa prodotto dall'azienda italiana Cantieri Aeronautici Bergamaschi (CAB) (gruppo Caproni) di Ponte San Pietro, Bergamo, negli anni trenta.
Evoluzione dell'originario Ca.310 Libeccio venne utilizzato dalla Regia Aeronautica, anche nel ruolo di bombardiere leggero, dalla seconda metà degli anni trenta fino alla fine della seconda guerra mondiale.

## Storia

### Sviluppo
Il Ca.314 apparteneva alla serie 310 sviluppata in parallelo con il Ghibli che volò la prima volta il 20 febbraio 1937. La versione 313 era del 1940 e si caratterizza per il muso incurvato. Venne impiegato come aereo da ricognizione, bombardiere leggero o caccia di scorta di convogli. Operò in Russia, Africa, Balcani e Francia.
La versione 314 venne impiegato per l'attacco al suolo e come aerosilurante (come addestratore). In tutte le versioni ne vennero prodotti circa 400 esemplari.

## Versioni
Ca.314A
nota anche come Ca.314-SC (Scorta), versione ricognitore marittimo-bombardiere leggero, costruito in 73 esemplari, equipaggiata con 4 mitragliatrici, una calibro 7,7 mm e tre 12,7 mm, ed in grado di trasportare un carico di bombe fino a 385 kg. Costruita in 73 esemplari (di cui 3 di preserie) modificando cellule di Ca.313 RA.
Ca.314B
nota anche come Ca.314-RA (Ricognizione Aerosiluranti), versione bombardiere-aerosilurante, ordinato dalla Regia Aeronautica in 80 esemplari, caratterizzata da poter trasportare un carico bellico di bombe fino a 500 kg o un siluro da 900 kg.
Ca.314C
versione da attacco al suolo, caratterizzata dalla presenza di 5 mitragliatrici calibro 12,7 mm e carico bellico per 1 280 kg di bombe in fusoliera.. Ne furono prodotti 254 esemplari.

## Utilizzatori

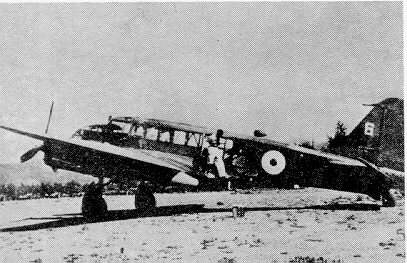
Caproni Ca.314A.

Germania
- Luftwaffe

 Italia
- Regia Aeronautica